# 마크 웨버
마크 앨런 웨버(영어: Mark Alan Webber, AO, 1976년 8월 27일 ~ )는 오스트레일리아의 포뮬러 원 선수이다. 2002년 미나르디에서 포뮬러 원 선수 생활을 시작한 이후 재규어 레이싱, 윌리엄스 F1 팀에서 활동하다 2007년부터 레드불 레이싱 소속으로 활동하고 있다. 2009년 독일 그랑프리에서 첫 우승을 차지한 이후, 2011년까지 총 6회의 그랑프리 우승 기록을 가지고 있다. 2010년에는 시즌 최종전인 아부다비 그랑프리 전까지 드라이버 챔피언십을 놓고 경쟁했으나, 결국 챔피언십 순위를 3위에서 마감하기도 했다.

## 상훈 내역
- 1995 포뮬러 포드 페스티벌 3위
- 1996 유로피언 포뮬러 포드 3위
- 1996 브리티시 포뮬러 포드 2위
- 1996 포뮬러 포드 페스티벌 1위
- 1997 포뮬러3 마스터스 3위
- 1998 FIA GT 챔피언십 3위
- 2000 인터내셔널 포뮬러3000 3위
- 2001 인터내셔널 포뮬러3000 2위
- 2011 포뮬러1 종합 3위 (브라질 GP(19라운드) 1위)
- 2017 오스트레일리아 훈장 오피서(AO)